# Сужено
Сужено — хутор в Неклиновском районе Ростовской области.
Входит в состав Самбекского сельского поселения.

## История
В годы Великой Отечественной войны хутор был оккупирован немецкими войсками. До настоящего времени здесь находят снаряды.

## Население
| 2010 |
| ---- |
| 8    |